# Rhizaxinella gadus
Rhizaxinella gadus är en svampdjursart som först beskrevs av de Laubenfels 1926.  Rhizaxinella gadus ingår i släktet Rhizaxinella och familjen Suberitidae. Inga underarter finns listade i Catalogue of Life.